# 巴勒斯坦友好城市或姐妹城市列表

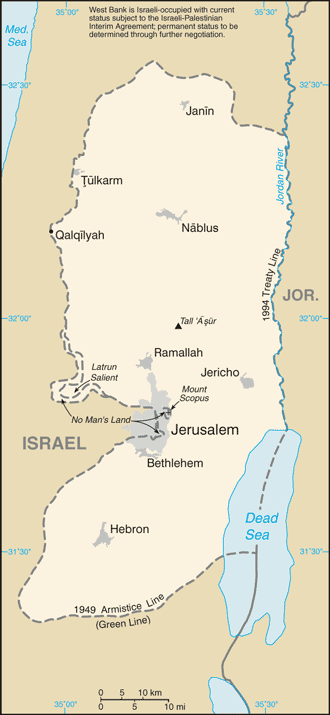
西岸地圖

本列表為有跟巴勒斯坦國城市結為友好城市（通常為歐洲城市）或姐妹城市（通常為其他地方的城市）的外國城市列表。

## B
拜特賈拉
- 法國歐貝維利耶
- 德國貝吉施格拉德巴赫
- 智利拉卡萊拉
- 德國耶拿
- 羅馬尼亞皮特什蒂
- 義大利雷焦艾米利亚
- 祕魯聖瑪麗亞德馬爾區
- 義大利瓦拉澤

拜特薩胡爾
- 義大利阿利亞納
- 法國歐努瓦-艾姆里
- 波蘭海烏姆[4]
- 卡達杜哈
- 荷蘭奧普斯特蘭
- 愛爾蘭特拉利[5]
- 立陶宛烏田納區
- 德國克桑滕

伯利恆
- 阿聯阿布達比
- 羅馬尼亞阿拉德
- 義大利阿西西
- 希臘雅典
- 哥倫比亞巴兰基亚
- 義大利布雷西亞
- 匈牙利布達佩斯[7]
- 美國伯靈頓
- 義大利卡布里島
- 義大利波爾托新堡
- 義大利卡坦扎羅
- 法國沙特尔
- 義大利基瓦索
- 智利拉西斯特納
- 義大利奇維塔韋基亞
- 德國科隆
- 智利康塞普西翁
- 智利拉斯孔德斯
- 義大利科里
- 義大利科爾塔萊
- 法國克雷伊
- 義大利庫林加
- 祕魯庫斯科
- 波蘭琴斯托霍瓦
- 西撒哈拉達赫拉
- 義大利埃斯泰
- 義大利法賈諾
- 義大利佛罗伦萨
- 義大利加里波利
- 馬爾他艾因西萊姆
- 英國蘇格蘭格拉斯哥
- 義大利格雷喬
- 法國格勒諾布爾
- 義大利格羅塔費拉塔
- 義大利亞庫爾索
- 美國喬普林
- 匈牙利考洛喬[8]
- 義大利拉齐奥大区
- 法國盧爾德
- 義大利馬伊達
- 澳洲麻力胡[9]
- 義大利米蘭
- 墨西哥蒙特雷
- 義大利蒙特薩爾基奧
- 義大利蒙特瓦爾基
- 法國蒙彼利埃
- 巴西納塔爾
- 義大利奧爾維耶托
- 義大利奧特朗托
- 義大利巴勒莫
- 法國帕賴勒莫尼亞勒
- 義大利帕維亞
- 義大利彼得雷爾奇納
- 義大利普拉托韋基奧斯蒂亞（英语：Pratovecchio Stia）
- 摩洛哥拉巴特
- 美國沙加緬度[10]
- 法國聖埃爾布蘭
- 俄羅斯聖彼得堡
- 義大利聖米尼亞托
- 義大利聖彼得羅-阿馬伊達
- 義大利聖阿納斯塔夏
- 挪威薩爾普斯堡
- 奧地利施泰爾
- 羅馬尼亞蘇恰瓦
- 捷克共和國特熱貝霍維採波德奧雷本（英语：Třebechovice pod Orebem）[11]
- 義大利韋爾巴尼亞
- 義大利维琴察
- 智利阿萊馬納鎮
- 俄羅斯弗拉迪米爾[12]
- 西班牙薩拉戈薩

比勒赫
- 法國熱訥維利耶

## E
東耶路撒冷
- 埃及開羅[14]
- 摩洛哥非斯[15]
- 印尼雅加達[16]
- 茅利塔尼亞努瓦克肖特[17]
- 摩洛哥烏季達[18]
- 伊朗德黑蘭[19]

## G
加薩
- 摩洛哥阿加迪爾
- 西班牙巴塞隆納
- 巴西巴西利亞[21]
- 葡萄牙卡斯凱什
- 阿聯杜拜
- 法國敦刻尔克
- 土耳其蓋迪茲[22]
- 土耳其凱西奧倫（英语：Keçiören）[23]
- 土耳其梅拉姆[24]
- 英國北愛爾蘭莫伊爾區[25]
- 土耳其奧斯曼加齊（英语：Osmangazi）[26]
- 黎巴嫩賽達
- 伊朗大不里士[27]
- 挪威特罗姆瑟
- 義大利都灵
- 土耳其耶爾德里姆（英语：Yıldırım, Bursa）[28]

## H
哈胡爾
- 法國埃訥邦

希伯侖
- 約旦安曼
- 土耳其貝伊奧盧
- 土耳其布爾薩
- 土耳其凱西奧倫（英语：Keçiören）
- 沙烏地阿拉伯麥地那
- 法國圣皮埃尔代科尔
- 土耳其尚勒烏爾法
- 中國義烏市

## J
賈巴利亞
- 茅利塔尼亞提根特
- 土耳其于姆拉尼耶

杰里科
- 義大利亞歷山德里亞
- 巴西坎皮納斯
- 匈牙利埃格爾
- 智利埃斯塔西翁森特拉爾
- 摩洛哥非斯
- 巴西福斯-杜伊瓜蘇
- 羅馬尼亞雅西
- 希臘伊利翁
- 塞爾維亞克拉古耶瓦茨
- 挪威萊達爾
- 義大利聖喬瓦尼-瓦爾達諾
- 巴西聖巴巴拉
- 約旦舒納沙瑪利亞（英语：Al-Shuna al-Shamalyah）

## K
汗尤尼斯
- 義大利比謝列
- 蘇丹加達里夫
- 挪威哈馬爾
- 義大利巴勒莫
- 摩洛哥得土安

## N
納布盧斯
- 美國波德
- 希臘哈兰兹里
- 義大利科莫
- 英國蘇格蘭邓迪
- 俄羅斯哈薩維尤爾特
- 法國里尔
- 義大利那不勒斯
- 以色列拿撒勒
- 波蘭波茲南
- 摩洛哥拉巴特
- 挪威斯塔万格
- 義大利托斯卡纳大区

## R
拉法市
- 美國奧林匹亞[39]
- 義大利佩薩羅[40]
- 土耳其桑賈克特佩[41]

拉姆安拉
- 法國波爾多
- 英國英格蘭豪恩斯洛
- 南非約翰尼斯堡
- 比利時列日
- 美國馬斯卡廷
- 英國英格蘭牛津
- 土耳其蘇爾（英语：Sur, Diyarbakır）
- 挪威特隆赫姆

## Z
扎巴布德
- 比利時伊克塞勒[44]